# Fantasy! Jūichi
„Fantasy! Jūichi“ е единадесетият студиен албум на японската група Morning Musume издаден на 1 декември 2010 година от Zetima Records. Албумът достига 16-а позиция в японската класацията за албуми.

## Списък с песните

### CD
1. „Onna to Otoko no Lullaby Game (албумна версия)“ – 5:14
2. „Bravo!“ (ブラボー!) – 4:31
3. „Fantasy ga Hajimaru“ (Fantasyが始まる, Fantasy Begins) – 3:45
4. „Onna Gokoro to Nan to Yara“ (女心となんとやら, A Girl's Heart and All That) – 4:52
5. „Ai no Honō“ (愛の炎, Flames of Love) – 4:03
6. „I'm Lucky Girl“ – 4:22
7. „Sungoi My Birthday“ (すんごいマイバースディ, My Wonderful Birthday) – 4:10
8. „Ichi kara Jū Made Aishite Hoshii“ (1から10まで愛してほしい, I Want You to Love Me from 1 to 10) – 4:38
9. „Itoshiku Kurushii Kono Yoru ni“ (愛しく苦しいこの夜に, On This Dear, Painful Night) – 4:57
10. „Denwa de ne“ (電話でね, On The Phone, Right?) – 4:26
11. „Seishun Collection“ – 4:41

### DVD
1. „Onna to Otoko no Lullaby Game (албумна соло версия на Ай Такахаши)“ – 4:46
2. „Onna to Otoko no Lullaby Game (албумна соло версия на Риса Ниигаки)“ – 4:44
3. „Onna to Otoko no Lullaby Game (албумна соло версия на Ери Камеи)“ – 4:44
4. „Onna to Otoko no Lullaby Game (албумна соло версия на Саюми Мичишиге)“ – 4:44
5. „Onna to Otoko no Lullaby Game (албумна соло версия на Рейна Танака)“ – 4:44
6. „Onna to Otoko no Lullaby Game (албумна соло версия на Айка Мицуи)“ – 4:43
7. „Onna to Otoko no Lullaby Game (албумна соло версия на Джун Джун)“ – 4:45
8. „Onna to Otoko no Lullaby Game (албумна соло версия на Лин Лин)“ – 4:48
9. „Hello! Project 2010 Summer: Fancolla! Съобщение за дипломиране Ери Камеи, Джун Джун и Лин Лин MC“ (Hello!Project 2010 SUMMER ～ファンコラ!～亀井絵里、ジュンジュン、リンリン卒業発表MC) – 10:05
10. „Album Jacket фотосесия: Създаване на“ (アルバムジャケット撮影メイキング) – 4:46